# Huvön
Huvön är en ö som ligger innanför Ljusterö i Österåkers kommun.
På sedvanligt Roslagsmål uttalas inte 'H' i början på denna gamla kulturö som fram till modern tid tjänade som betesmark för gårdarna kring Björnhuvud på fastlandet samt sedvanligt skärgårdsbruk och utgångspunkt för skärgårdsfiske. Båtförbindelse med fastlandet upphörde efter att färjan från Blidösundsbolaget rammade och förstörde öns enda ångbåtsbrygga.[källa behövs]
Huvön är numera sommarboställe för 14 fastighetsägare. En fastighet på ön benämns Huvön.